# Franco Folli
Franco Folli (también conocido como Francesco Folli o Francesco Folli de Poppi) (Poppi, 31 de mayo de 1624 – Sansepolcro, 25 de enero de 1685) fue un médico italiano.

## Semblanza
Vivió en el Gran Ducado de Toscana, donde realizó estudios sobre las transfusiones de sangre, inventando también un tipo particular de higrómetro. En presencia del Gran Duque de Toscana Fernando de Médici, de cuya confianza gozaba, experimentó su sistema de transfusión, descrito en su última obra escrita sobre el tema, titulada "Stadera medica".